# Darkspace
Darkspace – szwajcarski ambient black metalowy zespół założony w 1999 roku. Poza nietypową tematyką tekstów (przestrzeń kosmiczna) wyróżnia się tytułowaniem utworów. Przykładowo szósty utwór pierwszego albumu nosi nazwę 1.6 itd. Zespół dotychczas nagrał cztery albumy długo grające i jedno demo.

## Dyskografia
- Dark Space -I (Demo, 2002; reedycja, 2012)[2]
- Dark Space I (2003)
- Dark Space II (2005)
- Dark Space III (2008)
- Dark Space III I (2014)
- Dark Space -II (2024)